# 109 Carinae
109 Carinae (b¹ Carinae) é uma estrela na direção da Carina. Possui uma ascensão reta de 08h 56m 58.43s e uma declinação de −59° 13′ 45.7″. Sua magnitude aparente é igual a 4.93. Considerando sua distância de 621 anos-luz em relação à Terra, sua magnitude absoluta é igual a −1.47. Pertence à classe espectral B2IV-V. É uma estrela variável Beta Cephei.